# 연빛나
연빛나(1988년 1월 20일 ~ )는 대한민국의 아나운서이다.

## 경력
- 2012 KBS 강릉방송국
- 2013 한국경제 TV
- 2013~2016 YTN 앵커
- 2016~ 광주 MBC 아나운서

## 출연

### 진행중 방송
- 광주MBC 뉴스투데이 광주•전남
- 광주MBC 시사ON

### 라디오
- 2016년 ~ 2019년 광주 MBC 표준 FM 투데이 광주

### 진행했던 방송
- 2013년 한국경제 TV 부동산 재테크 NOW
- 2014년 ~ 2015년 YTN 뉴스출발
- 2015년 ~ 2016년 YTN 이슈오늘
- 2016년 ~ 2021년 광주 MBC 뉴스데스크 광주·전남

### 영화
- 2015년 《오피스》 - 아나운서 역